# Schistomitrium
Schistomitrium là một chi rêu trong họ Dicranaceae.